# Epipsylla whitfordiodendritis
Epipsylla whitfordiodendritis är en insektsart som beskrevs av Yang och Li 1983. Epipsylla whitfordiodendritis ingår i släktet Epipsylla och familjen rundbladloppor. Inga underarter finns listade i Catalogue of Life.